# Āqā Zīārat
Āqā Zīārat (persiska: آقزيارَت, آقا زيارت, آقا زيّارَت, آقا زيارَت, Āqzīārat) är en ort i Iran.   Den ligger i provinsen Markazi, i den nordvästra delen av landet, 210 km sydväst om huvudstaden Teheran. Āqā Zīārat ligger 1 948 meter över havet och antalet invånare är 402.
Terrängen runt Āqā Zīārat är platt åt sydost, men åt nordväst är den kuperad.Runt Āqā Zīārat är det glesbefolkat, med 20 invånare per kvadratkilometer. Närmaste större samhälle är Komījān, 16,2 km nordväst om Āqā Zīārat. Trakten runt Āqā Zīārat består i huvudsak av gräsmarker.